# 湯浅洋 (プロデューサー)
湯浅 洋（ゆあさ ひろし、1962年8月9日 - ）は実業家、プロデューサー。元SKE48劇場支配人（最高責任者）、元AKB48劇場支配人（メンバーマネージメント）、元JKT48スペシャルアドバイザー。現在はINSPIREプロデューサー、スプスラッシュ エグゼクティブプロデューサー、FreoMotto取締役を務める。東京都江戸川区東小岩生まれ。別名ゆあたん。

## 経歴
2008年、46才でSKE48のメンバー1期生から担当。初代劇場支配人に就任、最高責任者を務める。
2013年、51才のとき、AKB48初代劇場支配人を務めた戸賀崎智信が退き、湯浅が2代目AKB48劇場支配人に就任、メンバーマネージメントを担当。SKE48劇場支配人の後任にはAKB48チームKチーフマネージャー芝智也が就任した。
2015年、53才で最高責任者としてSKE48劇場支配人に再就任。
2019年、57才でJKT48スペシャルアドバイザー就任、日本との交流を進める（2022年退任）。
2023年7月、61才でINSPIREプロデューサーに就任。グループ名は「時代や国、年齢さえも超え『良いもの』にインスパイアされ、進化し続ける」というコンセプトから由来され、世界を目指して活動。
2024年11月、62才でスプスラッシュ エグゼクティブプロデューサーに就任。
現在、FreoMotto取締役を務める。

## 人物
東京都江戸川区東小岩生まれ。湯浅洵（まこと）と英子（えいこ）の間に生を受けて、2才違いの妹がいる。父は一代で空調会社を立ち上げた社長で裕福な生活を過ごす。血族には東洋英和女学院理事長を務めた西野嘉一郎（祖母の妹の夫）、最高裁判所判事を務めた田中真次（祖母の妹の夫）。
練馬区立中村小学校、練馬区立中村中学校を卒業。東京都内の進学校へ進み、1年生からディスコにハマる。1977年公開のダンス映画「サタデー・ナイト・フィーバー」を受けて大学生の先輩と遊びまくった。16才のとき父が43才の若さで他界。父は自分で真空管のアンプを作るぐらい音楽好きで、父の喪失感を打ち消すように、洋楽が爆音で流れる空間が心地よかった。ジャズ、ソウルミュージックなど世界各国の音楽ジャンルに心酔する。
バブル期直前に都内大手百貨店に就職。2才年上の女性と26才で社内結婚、28才に娘を授かる。その後、知見や人脈を広げたい理由で百貨店を退社。珈琲店の店長を2年経験。1990年、28才のとき起業。新宿にグリーンリース、麻布に不動産屋、青山に海外ハイブランドの輸入店のオーナー社長として継続。
1995年、33才のとき2000年シドニー五輪開催決定に合わせてオーストラリア・シドニーに移住。政府関連の仕事や日本人向けの観光情報提供、テレビ番組のコーディネーターを手がけ、日本と往復する毎日を送る。五輪開幕直前の1999年に帰国。
テレビ朝日アナウンサーの辻よしなりとロケで、プロレスファンキッカケで仲良くなり意気投合。2000年、38才のとき千駄ヶ谷に2人で芸能事務所「辻プランニングオフィス」を新設、副社長に就任した。湯浅は営業しやすいように本名の「辻義就」の「義就」をひらがなにした。フリーを機に辻の才能は実況以外にも開花。すぐに仕事は増えた。その途中で「とんねるずの生でダラダラいかせて!!」をキッカケにとんねるずと仲良くなる。当時のとんねるずマネージャーが、湯浅の妹の元彼氏という偶然も手伝った。蝶野正洋のマネージメントも行うようになった。
2006年、44才のとき「辻プランニングオフィス」を抜けて、KYORAKUの芸能版権ビジネス、パチンコ台盤面のデザインの仕事を始める。2008年、46才のとき名古屋にAKB48の姉妹アイドルグループを作る話を受けて、SKE48一期生立ち上げの話を受けた。奇しくも湯浅の娘は18才で同年代の女の子夢を応援するという仕事に感情移入できた。
身長178センチ。チャームポイントの顎ヒゲは33才のときオーストラリア移住後、剃るのが面倒くさいという理由で伸ばし続けている。愛称は「ゆあたん」。1児の父、2人の孫がいる。

## 趣味嗜好
- 酒好き（ビール以外）。「十四代」「碧寿」「くどき上手」[1]
- 影響を受けた人物は田中角栄。乗り物（鉄道、飛行機）ヲタクとしては感謝。全国に新幹線を広げる鉄道政策 ｢日本列島改造論｣がなかったら今の日本はなかったから[1]
- 若い頃に亡くなった父の趣味を継承。ゴルフ、スキー、プロレス、鉄道模型、ラジコン、読書、音楽鑑賞[1]
- ウォークマン誕生とホイチョイ映画ブームの時期に合わせてサーフィン、スキー、ディスコ三昧の生活を送る[1]
- アメリカ西海岸への憧れが強い。1983年、21才のときにディズニーランドが日本に出来て、いつか渡米したいと夢見た。1986年、24才のとき珈琲店の研修で、初めてアメリカ・ロサンゼルスの地を踏む。翌年、マイケル・ジャクソン「Bad World Tour」のライブを後楽園で観て将来のビジョンが明確となった[1]
- 好きな言葉は「一期一会」「感謝」「今日無事」[1]

## 作品

### テレビ
- SKE48のマジカル・ラジオ（日本テレビ）- 企画協力
- SKE48のアイドル×アイドル（中京テレビ）- 協力
- SKE48の世界征服女子（中京テレビ）- 企画協力
- SKE48 ムスメにいかが!?（東海テレビ）- 企画協力
- モウソウ刑事!（東海テレビ）- エグゼクティブプロデューサー

### 雑誌
- BRODY（白夜書房）- 連載コラム「芸能界秘食探訪 俺の推しメシ」[12]

## 出演

### テレビ
- AKB48 ネ申テレビ（ファミリー劇場）
- SKE48 ZERO POSITION 〜チームスパルタ!能力別アンダーバトル〜（TBSチャンネル）

### ラジオ
- AKB48のオールナイトニッポン（ニッポン放送）
- 真夜中のハーリー&レイス（アール・エフ・ラジオ日本）
- SKE48 1+1は2じゃないよ!（東海ラジオ）[13]

### 漫画
- AKB49〜恋愛禁止条例〜（週刊少年マガジン連載・講談社）- 本人役

### イベント
- AKB48 34thシングル選抜じゃんけん大会（日本武道館、2013年9月18日）- 副審判
- AKB48 リクエストアワーセットリストベスト1035 2015（TOKYO DOME CITY HALL、2015年1月21日〜1月25日]）
- アイドルユニットサマーフェスティバル2010（渋谷C.C.Lemonホール、2010年8月30日・31日）- スペシャルアドバイザー
- 吉田豪「その時、アイドルシーンの歴史が動いた」（2020年8月31日）[14]